# Schießplatz Kobylisy

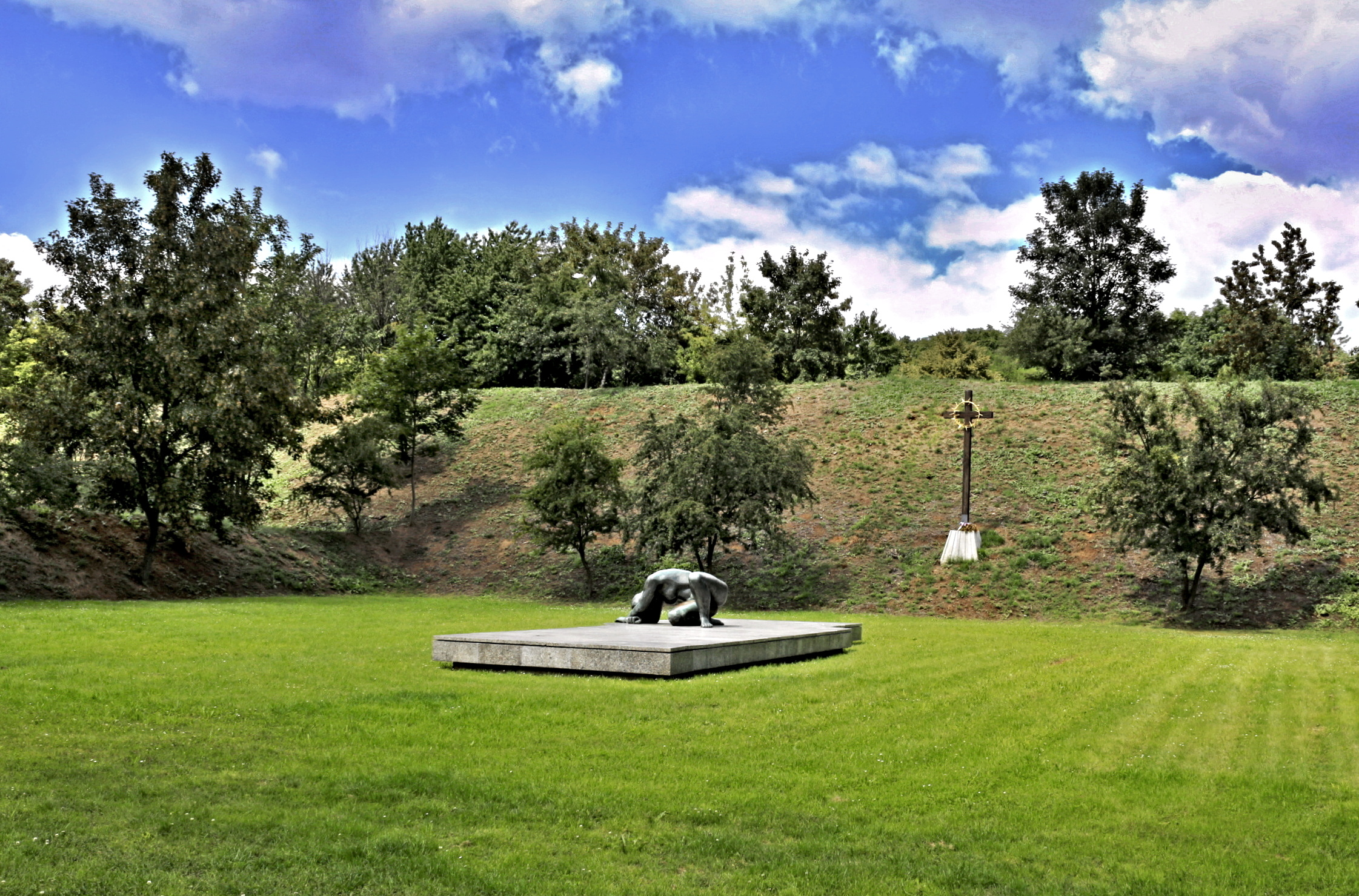
Gedenkstätte am Schießplatz Kobylisy

Der Schießplatz Kobylisy (tschechisch Kobyliská střelnice) ist ein ehemaliger Militärschießplatz und Hinrichtungsplatz während des Protektorats Böhmen und Mähren im Stadtteil Kobylisy nördlich der Moldau im 8. Bezirk in Prag. Seit 1945 ist es ein Ort des Gedenkens, 1975 wurde es in die Gedenkstätte des antifaschistischen Widerstands umgewandelt. Seit 1978 ist es ein nationales Kulturdenkmal. Heute erinnert eine Gedenkstätte an Massenerschießungen, die während der Besetzung der Tschechoslowakei durch das nationalsozialistische Deutsche Reich hier stattfanden.

## Geschichte
Der Schießplatz wurde 1890 als Übungsgelände der Infanterie der Streitkräfte von Österreich-Ungarn nahe dem Dorf Kobylisy angelegt. Für die Pferde wurden Stallungen am Gelände errichtet. Die Tschechoslowakische Armee nutzte nach 1918 das Areal weiter, ebenso diente es als Trainingsgelände für Vereine wie dem Sokol.
Nach der Annexion der sogenannten Rest-Tschechei durch Deutschland und der Errichtung des Protektorats Böhmen und Mähren wurden die Stallungen auf dem Schießplatz in Gefängnisse umgewandelt.

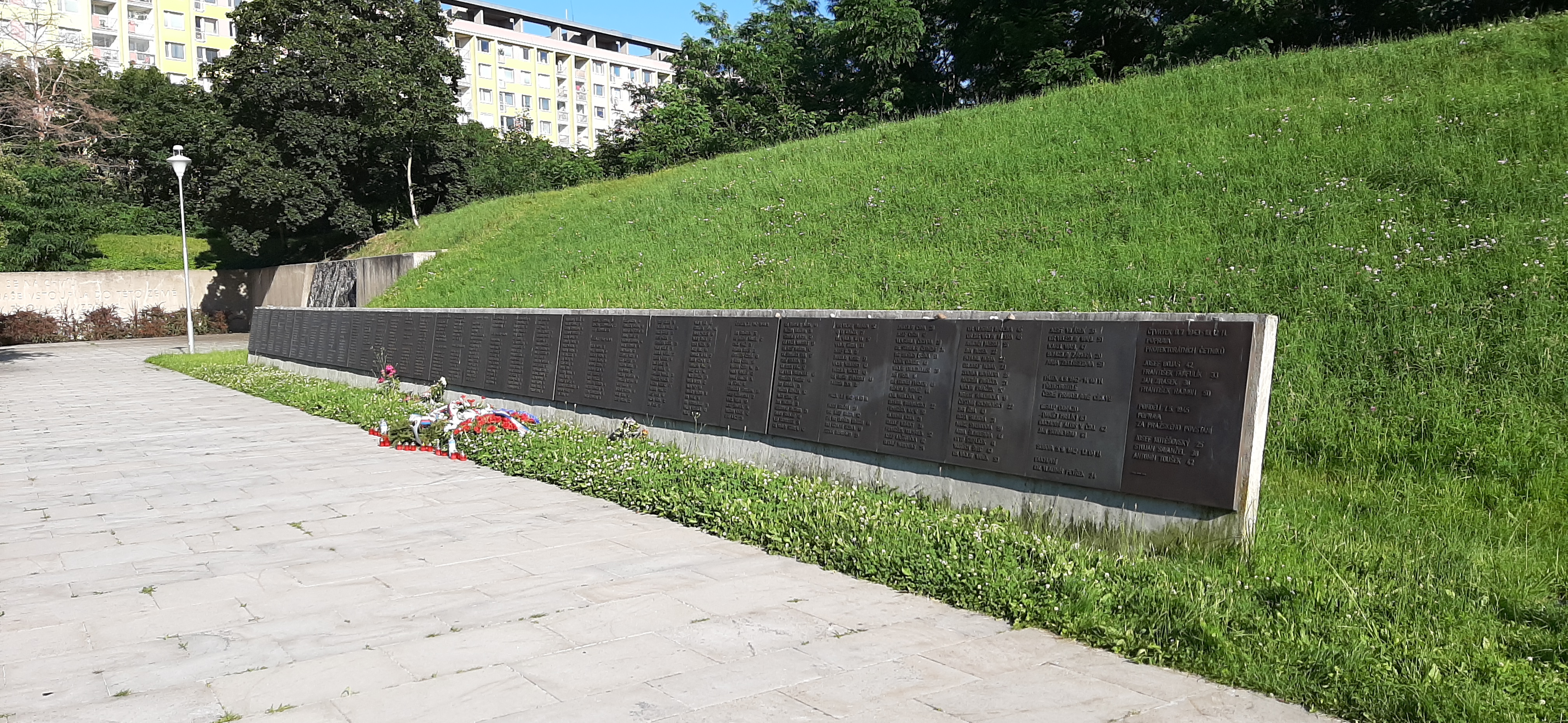
Gedenktafel mit den Namen der Hingerichteten

Nach der Operation Anthropoid (Attentat auf Reinhard Heydrich) kam es als Vergeltungsmaßnahme zu Massenerschießungen auf dem Schießplatz. Fast 540 Menschen wurden im Zeitraum vom 30. Mai bis zum 3. Juli 1942 ermordet. Viele der Opfer wurden anschließend im Krematorium Strašnice verbrannt. Unter den Opfern befanden sich:
- Jan Auerhan, Vorsitzender des Tschechischen Statistikamts
- Alois Eliáš, General und Ministerpräsident des „Reichsprotektorates Böhmen und Mähren“
- Josef Mašín, Offizier und Mitglied der Widerstandsgruppe Drei Könige
- Josef Páta, Professor für Sorabistik in Prag
- Matěj Pavlík, orthodoxer Bischof Gorazd, als Märtyrer heiliggesprochen
- Františka Plamínková, Frauenrechtlerin und Politikerin
- Evžen Rošický, Leichtathlet, Sportjournalist und Widerstandskämpfer
- Vladislav Vančura, Schriftsteller, Filmregisseur und Arzt
- 26 Bewohner der Ortschaft Lidice (Mitglieder der Familien Horák und Stříbrný, die bereits vor der Auslöschung der Ortschaft verhaftet worden waren, sowie Männer, die während der Zerstörung auswärts bei der Arbeit waren)

## Gedenkstätte

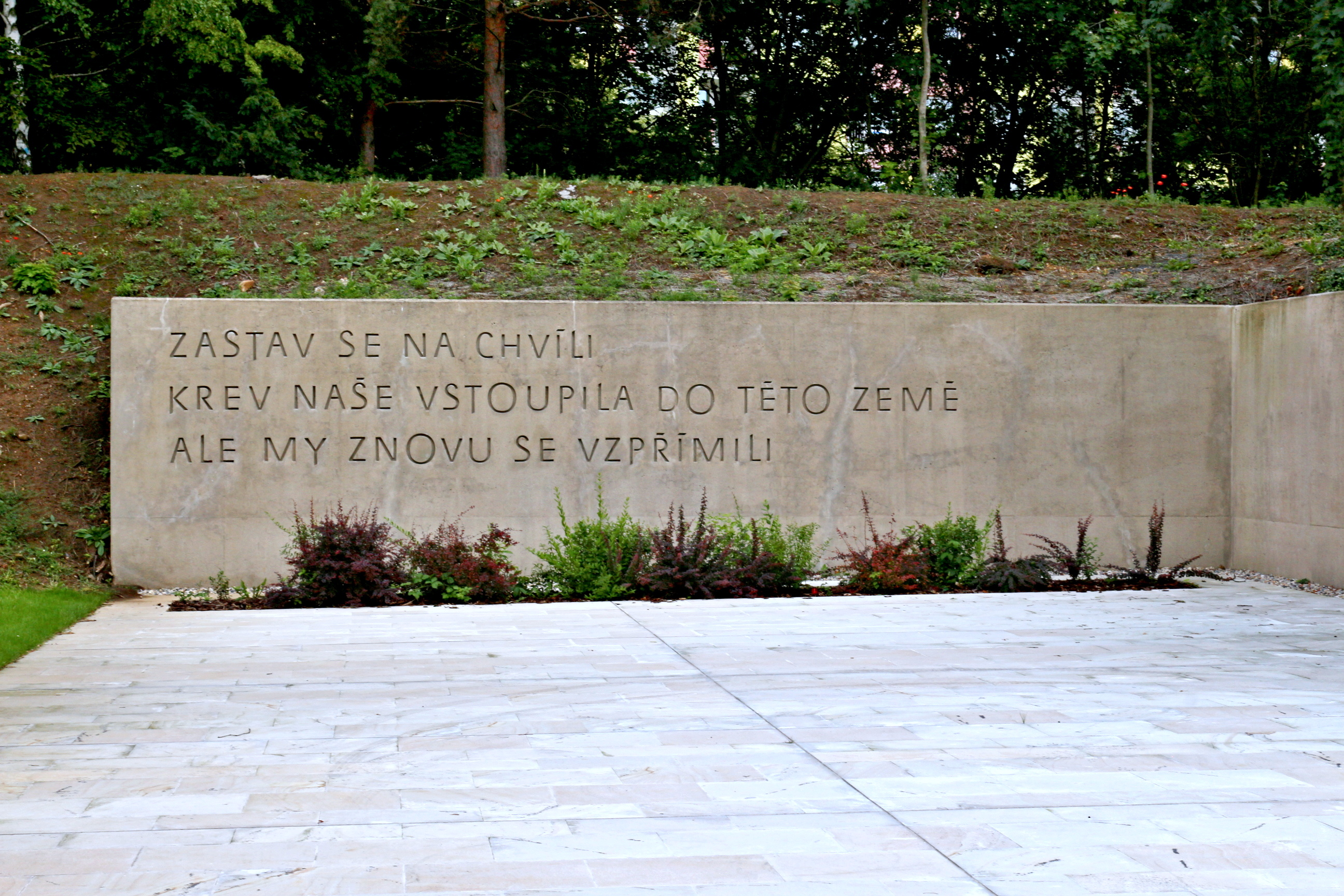
Gedenkstätte am Schießplatz Kobylisy

Nach dem Zweiten Weltkrieg wurde das Gelände in eine Gedenkstätte umgewandelt auf dem bis 1975 einige Denkmäler errichtet wurden. 1978 wurde die Gedenkstätte zum Nationalen Kulturdenkmal erklärt. Das Gelände der ehemaligen Stallungen belegt ein Mosaik von Martin Sweet. In der Nähe stehen ein Holzkreuz (das Original befand sich in schlechtem Zustand und wurde 2007 ersetzt) und die Skulptur einer weinenden Frau von Miloš Zet.
Nahe dem Eingangstor ist zusammen mit einer Liste der Ermordeten der Vers des Dichters Miroslav Florian eingelassen:

ZASTAV SE NA CHVÍLI
KREV NAŠE VSTOUPILA DO TÉTO ZEMĚ
ALE MY ZNOVU SE VZPŘÍMILI

Deutsch:
Halte einen Moment inne
Unser Blut ist in dieses Land eingedrungen
aber wir haben uns wieder aufgerichtet
Von März 2015 bis April 2016 wurde der Komplex renoviert.